# Parque eólico do Alto Minho
O Parque Eólico do Alto Minho 1º é um parque eólico localizado na região do Vale do Minho, no norte de Portugal, e que conta com uma capacidade total instalada de 290 megawatts. Foi inaugurado no dia 26 de Novembro de 2008.